# Série 9050 da CP

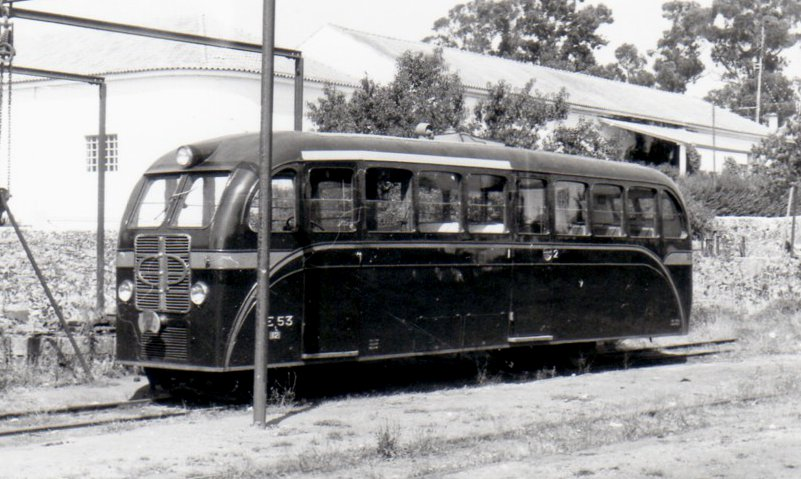
Automotora ME 53, parqueada na Estação de Viseu.

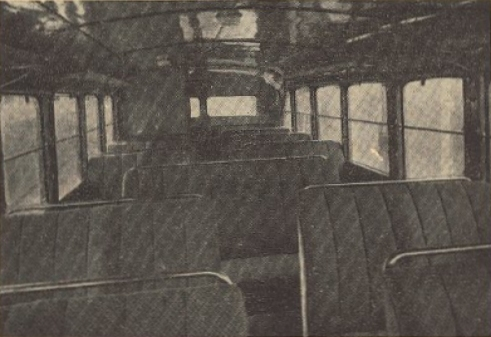
Interior de uma das automotoras, em 1940.

A Série 9050, originalmente denominada de Série ME 50, foi um tipo de automotora, que esteve ao serviço da Companhia dos Caminhos de Ferro Portugueses.

## Descrição
Em 1941, a Companhia de Caminhos de Ferro do Vale do Vouga, entidade responsável pela exploração da Linha do Vouga, decide construir mais material circulante para transporte de passageiros, de forma a aumentar os serviços disponíveis. Assim, foram construídas, entre 1941 e 1947, 5 automotoras nas Oficinas do Vale do Vouga, em Sernada do Vouga, utilizando motores de camiões Chevrolet.
Estas automotoras depressa ganharam aceitação por parte dos passageiros, devido à sua velocidade e comodidade. Desconhece-se em que altura foram abatidas, mas sabe-se que ainda se encontravam ao serviço na Década de 1980.

## Ficha técnica

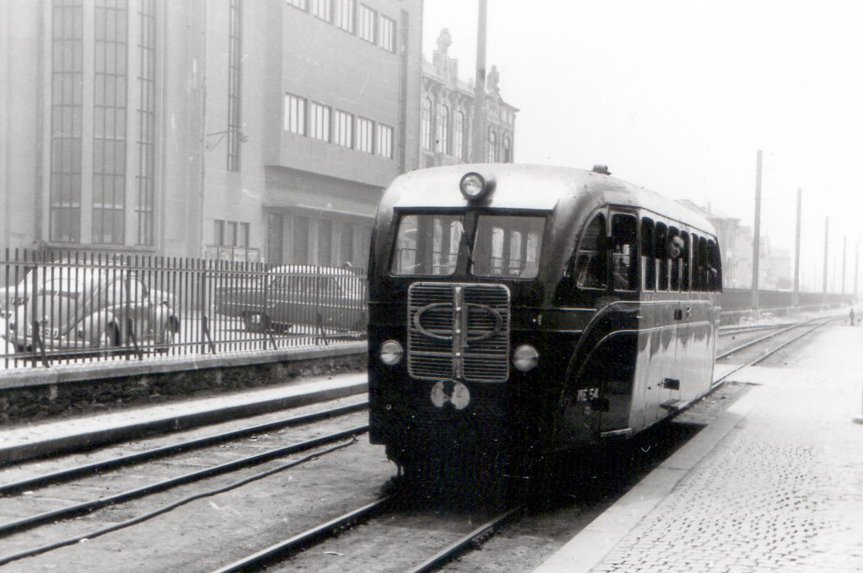
Automotora ME 54, em Espinho.

### Informações diversas
Serviços: Regional
Ano de Entrada ao Serviço: 1941 - 1947
Bitola de Via: 1000 mm
Número de cabinas de condução: 1
Comando em unidades múltiplas: A Série não permite a formação de unidades múltiplas
Comprimento: 8,72 metros
Número de unidades construídas: 5
Lotação (passageiros): 10 na 1ª classe; 15 na 2ª classe; 5 de pé

### Motor de tracção
Fabricante: Chevrolet
Velocidade Máxima: 89 km/h
 Tipo e número de motores: 1 motor Chevrolet D.C.M. 118 216
Potência (rodas): 90 Cv

### Transmissão
Tipo: Cardan de 4 velocidades + marcha à ré

## Lista de material
| : | qt. | estado                  |
| - | --- | ----------------------- |
| ☒︎ | 2   | musealizadas, estáticas |
| ⛛︎ | 3   | abatidas                |
| 5 | 5   | (total)                 |

| №    | : | a           | observações                                                                                    |
| ---- | - | ----------- | ---------------------------------------------------------------------------------------------- |
| 9051 | ☒︎ | [ quando? ] | Preservada no Museu Ferroviário de Macinhata do Vouga, não apta a circular.[carece de fontes?] |
| 9052 | ⛛︎ | [ quando? ] | Abatida ao serviço.[carece de fontes?]                                                         |
| 9053 | ☒︎ | [ quando? ] | Preservada no Museu Ferroviário de Macinhata do Vouga, não apta a circular.[carece de fontes?] |
| 9054 | ⛛︎ | [ quando? ] | Abatida ao serviço.[carece de fontes?]                                                         |
| 9055 | ⛛︎ | [ quando? ] | Abatida ao serviço.[carece de fontes?]                                                         |